# Zangarias
A zangaria, ou rede tipo zangaria, é uma arte de pesca/petrecho tipo armadilha utilizada na atividade de pescaria artesanal do tipo predatória. Armada na planície de maré; as áreas estuarinas e costeiras com extensa zona entremarés são adaptadas ao sistema de produção pesqueira artesanal de zangaria.
Segundo o Instituto Brasileiro do Meio Ambiente e dos Recursos Naturais Renováveis (IBAMA), este é um petrecho ilegal de caça considerado pedratória não sustentável (não seletivo), que causa alta taxa de mortalidade de qualquer tipo e tamanho de crustáceo.
Os pescadores devem seguir o padrão de rede, com comprimento máximo de 1 500 metros e com tamanho mínimo de malha de 5 cm entre nós opostos.

## Características
A zangaria é uma armadilha semi-fixa semelhante a cerca com estacas de madeira altas e uma malha sintética amarrada. É colocada na forma um semicírculo na entrada de igarapés (área estreita do estuário), com as estacas maiores fixadas ao centro do canal devido a maior profundidade, utilizandando asism a variação de maré para capturar os crustáceos.
A armadilha é estendida durante os ciclos de marés do período da lua cheia e lua nova, sempre levantada no início da baixamar na hora que o substrato do estuário está exposto (processo de enchente da maré com cerca de três horas antes da despesca). Asim o pescador mergulha, localiza a rede que está rebaixada, e volta à superfície carregando a tralha superior, esticando-a e prendendo nas estacas, para seu uso no período de preamar (maré cheia) até a despesca na próxima baixamar.
Na hora da despesca a rede é novamente rebaixada e, o pescado e crustáceos que estão presos no cercado são capturados manualmente, a despesca ocorre na maré baixa.

## Pesca artesanal
A pesca artesanal é atividade de caça socioeconômica onde ocorre: criação de renda primária; ajuda de mão-de-obra familiar; poduto para mercado interno; oferta de alimentos para a comunidade; ou necessidade básica alimentar; práticada com petrechos manuais. As vezes usa técnica pedratória (que agride o meio-ambiente), mas na maioria das vezes, segundo Cristiane Silva Nogueira, o pescador artesanal normalmente usa instrumentos/técnicas que não agridem o meio-ambiente, trabalhando durante o ano todo no modo subsistência.

### Arte de pesca
Os petrechos/equipamentos usados na pesca artesanal podem ser classificados em:
- técnicas fixas: curral; fuzarca; matapi; muzuá/covo; tapagem/pari,[8][9] e; zangaria;[8]
- técnicas móveis: arrastão; espinhel/palangre; linha de mão; malhadeira, e; tarrafa.

Outros petrechos de pesca: guizo; poitamento; timbó; cavalinho; fisga; garateia; arpão; puçá; caniço; rabiola; socó; moponga; paneirão.